# MK Illumination
Die MK Illumination Handels GmbH (Eigenschreibweise MK Illumination oder mk ILLUMINATION) ist ein österreichisches Handelsunternehmen mit 44 Zweigniederlassungen, welches in über 120 Ländern aktiv ist. Das Unternehmen vertreibt hauptsächlich Weihnachts- und sonstige Festbeleuchtung und ist auf diesem Gebiet Weltmarktführer.

## Geschichte und Unternehmensstruktur
MK Illumination wurde am 14. Oktober 1996 durch den heutigen Inhaber Klaus Mark in Weer gegründet.
2007 stellte das Unternehmen auf LED-Licht-Technologie um.
2018 wurde von MK Illumination in Hückelhoven ein erster Lichterpark mit dem Namen „LUMAGICA“ eröffnet. Unter diesem Namen werden jährlich saisonale Lichtinstallationen an mittlerweile 14 Standorten weltweit betrieben, darunter Japan, Polen und Spanien.
Das Unternehmen verfügt über eigene Manufakturen in China, Tschechien, Italien, Ungarn, Mexiko, den Philippinen, Rumänien, der Slowakei und der Türkei. Die Logistik wird hauptsächlich über Ungarn und die Slowakei abgewickelt, zudem gibt es regionale Logistikzentren weltweit.
Im Jahr 2022 setzte das Unternehmen mit ca. 4000 internationalen Projekten 160 Mio. Euro um und beschäftigt über 1000 Mitarbeiter an den 44 Unternehmensstandorten weltweit.